# Sparsbach
Sparsbach es una localidad y comuna francesa, situada en el departamento de Bajo Rin en la región de Alsacia.
La comuna se ubica en los límites  del Parque natural regional de los Vosgos del Norte.
Limita al norte con Wimmenau, al este con Weinbourg y Ingwiller, al sur con Weiterswiller, al suroeste con la Petite-Pierre y al oeste con Erckartswiller.

## Demografía
| 153 | 156 | 164 | 157 | 152 | 191 | 242 |
| Para los censos de 1962 a 1999 la población legal corresponde a la población sin duplicidades (Fuente: INSEE [Consultar]) |     |     |     |     |     |     |